# Угольная набережная
У́гольная на́бережная — набережная в городе Сестрорецке Курортного района Санкт-Петербурга. Проходит от Красноармейской улицы до Дубовой улицы. Фактически набережной не является.
Первоначально, с XVIII века, называлась Односторо́нней улицей и проходила от Приморского шоссе до Дубовой улицы. Топоним связан с тем, что улица была застроена только с одной стороны.
С 1870-х годов стала называться Угольной набережной (по Угольному островку); тогда же получила нынешние границы. Участок от Приморского шоссе до Красноармейской улицы тогда же стал Солдатским переулком (по соседней Солдатской, ныне Красноармейской, улице; с 1920-х — Красноармейский переулок, примерно в 1974 году упразднен).
Угольная набережная выходит к воде — к озеру Сестрорецкий Разлив — только в самом конце. Судя по старым картам, набережной она не была никогда.